# Margery Wentworth
Margery Wentworth, död 1550, var en engelsk adelskvinna. Hon var mor till drottning Jane Seymour och är känd som musa åt poeten John Skelton.  
Hon var dotter till adelsmannen Sir Henry Wentworth och Anne Say. 
Som ogift var hon hovdam åt sin släkting grevinnan av Surrey, Elizabeth Tilney, och under den tiden lärde hon känna poeten John Skelton, som beskrev henne i sin poesi. Hon hyllades vid denna tid som en skönhet. 
Margery Wentworth gifte sig 1494 med hovmannen John Seymour (1474–1536). Paret fick många barn. Äktenskapet brukar beskrivas som lyckligt. Hon undervisade sina barn själv, och uppges ha gett sin dotter Jane en traditionell uppfostran. 
Hennes dotter Jane gifte sig med kungen och blev drottning i maj 1536. Margery Wentworth blev därmed svärmor till kungen, men nämns inte mycket. Hon blev änka i december samma år. Hon gifte inte om sig, utan uppges ha stannat på familjegodset Wulfhall och ägnat sig mycket åt dess skötsel. Hennes dotterson blev kung och hennes son regent 1547, men hon nämns inte mycket under deras regeringstid. 